# ريتشارد ألفرد أوكونور
ريتشارد ألفرد أوكونور (بالإنجليزية: Richard O'Connor)‏ هو سياسي أسترالي وبريطاني (وحمل سابقاً جنسية المملكة المتحدة لبريطانيا العظمى وأيرلندا)، ولد في 18 سبتمبر 1880، وتوفي في 3 مارس 1941. حزبياً، نشط في Liberal Union (South Australia) ‏. وقد انتخب عضو مجلس النواب جنوب أستراليا من الجمعية عن دائرة Electoral district of Albert (South Australia) ‏ وقد انضم خلال فترته النيابية (27 مارس 1915 – 9 أبريل 1921) للكتلة البرلمانية Liberal Union (South Australia) ‏.